# Cirolana aleci
Cirolana aleci är en kräftdjursart som först beskrevs av Brusca, Wetzer och France 1995.  Cirolana aleci ingår i släktet Cirolana och familjen Cirolanidae. Inga underarter finns listade i Catalogue of Life.